# Kruskal–Wallis-próba
A Kruskal–Wallis-próba vagy Kruskal–Wallis H-próba (nevét William Kruskalról és W. Allen Wallisról kapta) egy hipotézis tesztelésen alapuló nemparametrikus statisztikai eljárás, amellyel tesztelhető, hogy egyes minták vajon származtathatóak-e egyazon eloszlásból. Kettőnél több független minta egy változó mentén történő összehasonlítására használják, amelyek rendelkezhetnek azonos, de akár különböző elemszámmal is. A próba parametrikus megfelelője az egyszempontos varianciaanalízis (ANOVA). A szignifikáns Kruskal–Wallis-próba azt mutatja meg, hogy legalább az egyik minta sztochasztikus dominanciával rendelkezik egy másik minta fölött (azaz, ha két csoportból kiveszünk véletlenszerűen egy-egy elemet, 50-50%-tól jelentősen eltér az esélye, hogy melyik csoport kivett elemének értéke nagyobb.) A próba önmagában nem mutatja meg, honnan ered a sztochasztikus dominancia, vagy hogy ez hány különböző csoportpárnál jelenik meg. Ezeknek a feltárására például a Dunn-teszt alkalmazható.
Mivel a Kruskal–Wallis-próba nemparametrikus, ezért nem feltétele a minták normál eloszlása, szemben például az analóg egyszempontos varianciaanalízissel. Normál eloszlások esetén az utóbbi a jobb választás, mivel érzékenyebb, de ha sérül a normalitás, érdemes a Kruskal–Wallis-próbát alkalmazni. A próba nullhipotézise az, hogy a vizsgált csoportok mediánja megegyezik (azaz nincs köztük sztochasztikus dominancia), alternatív hipotézisként tehát az tesztelhető, van-e különbség egyes összehasonlított csoportokhoz tartozó populációk mediánjai közt.

## Eljárás
1. Rangsoroljuk minden csoport adatait együttesen; azaz, rangsoroljuk őket 1-től N-ig (ahol N a teljes elemszám), attól függetlenül, hogy melyik csoporthoz tartoznak. A megegyező értékek azon sorszámok átlagát kapják, amelyet az azonos értékek átlagosan kaptak volna, ha azok nem egyeznének (pl. a 3; 5; 5; 7 számok esetén a rangsor 1; 2,5; 2,5; 4, mivel a feltételezett nem egyezés során a két 5-ös érték a 2-es és a 3-as sorszámot kapták volna, aminek az átlaga 2,5).
2. A teszt-statisztika a következő:
{\displaystyle H=(N-1){\frac {\sum _{i=1}^{g}n_{i}({\bar {r}}_{i\cdot }-{\bar {r}})^{2}}{\sum _{i=1}^{g}\sum _{j=1}^{n_{i}}(r_{ij}-{\bar {r}})^{2}}},} ahol:
  - {\displaystyle n_{i}} az {\displaystyle i} csoport elemszáma,
  - {\displaystyle r_{ij}} a{\displaystyle j} elem összes elemből származtatott rangszáma {\displaystyle i} csoportban,
  - {\displaystyle N} az összelemszám,
  - {\displaystyle {\bar {r}}_{i\cdot }={\frac {\sum _{j=1}^{n_{i}}{r_{ij}}}{n_{i}}}},
  - {\displaystyle {\bar {r}}={\tfrac {1}{2}}(N+1)} minden lehetséges {\displaystyle r_{ij}} értéknek az átlaga.
3. Ha az adatok közt nincsenek egyező értékek, akkor a {\displaystyle H} nevezője pontosan {\displaystyle (N-1)N(N+1)/12} és {\displaystyle {\bar {r}}={\tfrac {N+1}{2}}}. Ebből következik,
{\displaystyle {\begin{aligned}H&={\frac {12}{N(N+1)}}\sum _{i=1}^{g}n_{i}\left({\bar {r}}_{i\cdot }-{\frac {N+1}{2}}\right)^{2}\\&={\frac {12}{N(N+1)}}\sum _{i=1}^{g}n_{i}{\bar {r}}_{i\cdot }^{2}-\ 3(N+1).\end{aligned}}}
Az utóbbi egyenlet, csak a rangátlagok négyzetét tartalmazza.
4. Azonos rangok esetén korrigálható az előző pontban bemutatott egyenlet, ha elosztjuk {\displaystyle H}-t {\displaystyle 1-{\frac {\sum _{i=1}^{G}(t_{i}^{3}-t_{i})}{N^{3}-N}}} -vel, ahol G az előforduló azonos rangok értékeinek a száma, ti azon egyező értékek összesített száma, amelyek i csoportban bármely egyező értékhez tartoznak. Ez a korrekció általában nem okoz jelentős eltérést H értékében, hacsak nincs nagyszámú egyező érték.
5. Végül a p-érték a következő módon kerül kiszámításra: {\displaystyle \Pr(\chi _{g-1}^{2}\geq H)} . Ha néhány {\displaystyle n_{i}} érték alacsony (pl. kevesebb mint 5), akkor H valószínűségi eloszlása nagyban különbözhet ettől a khi-négyzetes eloszlástól. Ha rendelkezésre áll a khi-négyzetes valószínűségi eloszlás táblázata, a khi négyzetes kritikus értéke, {\displaystyle \chi _{\alpha :g-1}^{2}}-nak, megtalálható a táblázatban g – 1 szabadságfoknál a kiválasztott szignifikancia vagy alfa értéknél.
6. Ha a statisztika nem szignifikáns, akkor nem bizonyíthatunk sztochasztikus dominanciát egyetlen lehetséges mintapár közt sem. Ugyanakkor, ha a teszt szignifikáns, akkor tudjuk, hogy legalább egy minta sztochasztikus dominanciával rendelkezik egy másik felett. A kutató ezt követően egyenként összehasonlíthatja az összes lehetséges mintapárt, vagy használhat post hoc teszteket (pl. Dunn teszt), amely (1) pontosan azonos rangokat használ, mint az adott Kruskal-Wallis teszt, és (2) egyesített szórása megegyezik a Kruskal-Wallis próbánál feltételezett nullhipotézisével, hogy megállapíthassa melyik mintapárok között található szignifikáns különbség. Amikor többszörös összehasonlítást hajtunk végre, növekszik az elsőfajú hiba esélye, ami kétségbe vonja a többszörös összehasonlítások megbízhatóságát, ezért ilyenkor még alacsonyabb kritériumszintet, korrekciókat használunk.

## Egzakt valószínűségi táblázatok
Óriási számítási kapacitásra van szükség, hogy a Kruskal-Wallis teszt pontos valószínűségeit kiszámítsuk. A jelenleg létező szoftverek közül pillanatnyilag maximum 30 fős mintákon számítható ez ki. Ugyanezen programok ennél nagyobb mintákra, csak aszimptotikus becslést tudnak adni. A nagyobb mintákhoz tartozó konkrét valószínűségi változók ugyanakkor elérhetőek. Spurrier (2003) publikálta az egzakt valószínűségi táblázatokat egészen 45 fős minta nagyságig. Később Meyer és Seaman (2006) publikálta az egzakt valószínűségi eloszlásokat egészen 105 fős mintákig.

## A próba alkalmazhatóságának bemutatása egy konkrét példán[8]
Tegyük fel, hogy ötödikes, kilencedikes és tizenkettedikes diákokat szeretnénk összehasonlítani, abban, hogy mennyire szeretik az irodalomórát. A hipotézisünk lehet tetszőleges, de tartalmaznia kell azt, hogy valamilyen eltérést várunk a csoportok között. Két lehetséges (statisztikai) hipotézis kombinációja: A kilencedikesek irodalomóra attitűd értékének mediánja nagyobb, mint a tizenkettedikeseké, de az ötödikesek attitűd értékének mediánja még a kilencedikeseknél is nagyobb (Ebben az esetben a szakmai hipotézisünk, hogy a három csoportból az ötödikesek szeretik a legjobban a matekot, míg a tizenkettedikesek a legkevésbé).
 A próba kiválasztásánál elsősorban két szempontot kell figyelembe vennünk, a mintánkat alkotó csoportjaink számát és típusát, valamint a függő változónk típusát. Az irodalom iránti attitűdre, mint ordinális változó tekinthetünk, ha pl. egy 1-5-ig tartó Likert-skálán mértük (hiszen az egyes pontok, közti különbség szubjektív, nem szükségszerűen azonos mértékű), és ezt a változót 3 egymástól független csoporton vizsgáljuk, így jelen esetben a Kruskal-Wallis a legalkalmasabb próba hipotézistesztelésre.
A próba ezután rangsorolja csoportoktól függetlenül az összes diák összes válaszát, majd megállapítja az egyes csoportok rangátlagát. Ezt követően pedig megmondja, hogy a mintánk mérete és a rangátlagokban mért különbségek alapján cáfolható-e (ill. milyen valószínűség mellett cáfolható) a nullhipotézis, azaz hogy a rangátlagok megegyeznek.
Ha szignifikáns eredményt kapunk az még nem mondja meg, hogy pontosan melyik osztályok közt van eltérés, csak azt, hogy valamely osztályok közt van. A konkrét csoportok közti különbséget a már korábban is említett post-hoc tesztekkel (pl. Dunn teszt) vizsgálhatjuk meg.

## Lásd még
Egyszempontos varianciaanalízis
Mann-Whitney U teszt
Dunn teszt
Jonckheere trendvizsgálata

## További irodalom
Daniel, Wayne W. (1990). "Kruskal–Wallis one-way analysis of variance by ranks". Applied Nonparametric Statistics (2nd ed.). Boston: PWS-Kent. pp. 226–234. ISBN 0-534-91976-6.

## Külső hivatkozások
- A teszt online verziója
- A teszt használata SPSS-ben Archiválva 2020. február 21-i dátummal a Wayback Machine-ben